# Johnny Raven
«Johnny Raven» es una canción del cantante estadounidense Michael Jackson, lanzada el 13 de marzo de 1973 como parte de su tercer álbum de estudio, Music & Me. La canción fue escrita y producida por The Corporation, un equipo de compositores y productores de Motown. Con una duración de 3:25 minutos, mezcla Pop con elementos del soul, R&B y soft rock. Trata sobre una narrativa introspectiva.

## Contexto
Johnny Raven está en tonalidad de Do Mayor (C Mayor). Fue grabada en 1972 durante el período de transición de Michael Jackson de la adolescencia a la madurez en su carrera musical. El álbum Music & Me refleja esta evolución, mostrando una faceta más introspectiva de Jackson.

## Composición y Letra
La canción fue escrita y producida por The Corporation, que también colaboró en otros trabajos importantes de Motown. La letra de Johnny Raven narra la historia de un joven que enfrenta adversidades pero sigue luchando por sus sueños. La canción presenta una melodía melancólica y una producción que resalta la habilidad vocal de Jackson en su juventud.

## Grabación y Producción
La grabación de Johnny Raven se realizó en los Estudios Motown en Los Ángeles, California. The Corporation supervisó la sesión de grabación, creando un ambiente sonoro que apoyara la interpretación vocal de Jackson.

## Recepción
Aunque Johnny Raven no fue lanzada como sencillo, ha sido valorada por su calidad lírica y la interpretación vocal de Jackson. Se considera una pieza destacada del álbum Music & Me por su autenticidad y profundidad emocional. La canción ha ganado reconocimiento como una joya oculta en la discografía temprana de Jackson.

## Personal
- Michael Jackson – voz principal
- The Corporation – producción, composición
- David T. Walker – guitarra eléctrica
- Greg Phillinganes – piano, teclado
- Bobbye Hall – percusión
- Bob Babbitt – bajo
- Ed Greene – batería
- The Andantes – coros